# 북부풀밭쥐
북부풀밭쥐(Necromys urichi)는 비단털쥐과에 속하는 남아메리카 설치류이다. 브라질와 콜롬비아, 베네수엘라, 트리니다드 토바고에서 발견된다.

## 특징
북부풀밭쥐는 중간 크기의 종이다. 몸 윗부분의 털은 반백의 검은 색과 함께 진한 밤색을 띤다. 몸 아랫 부분은 검은 바탕에 연한 색을 띠며 털 끝은 노랗거나 연한 회색이다. 눈 주위에 둥글게 털이 없는 부분이 있고, 보통 턱과 목에는 털 끝이 회색인 털이 나 있다. 귀는 녹빛의 갈색 털이 듬성듬성 덮여 있다. 꼬리는 끝 부분에 털이 없고, 균일하게 진한 갈색을 띠는 털이 덮여 있다. 발 윗 부분은 진한 황토색 털이 나 있고, 발톱 부분에도 털이 있다. 뒷발의 첫 번째와 다섯 번째 발가락이 다른 세 발가락보다 훨씬 짧다.

## 분포
북부풀밭쥐는 트리니다드 토바고와 베네수엘라 북부와 남부 산악 지대, 콜롬비아 동부, 브라질 북부에서 발견된다. 서식 고도 범위는 240~2232m이다. 육상 생활을 하는 종이고 보통 상록수, 탈락성 숲에서 발견되지만 사바나 지역에서 보이기도 한다. 바위와 관목 식생을 가진 물가 근처의 습윤 지역을 좋아한다.

## 생태
북부풀밭쥐는 밤과 낮 모두 활동적이다. 먹이는 녹색 식물과 씨앗으로 이루어져 있다. 암컷은 2.7개월이 되면 성적으로 성숙해지고, 연중 번식을 할 수 있지만 5월 6일에 최고조에 이른다. 평균 5마리의 새끼를 일년에 서너 번 낳는다.